# كأس يوغوسلافيا 1964–65
كأس يوغوسلافيا 1964–65 هو الموسم 18 من كأس يوغوسلافيا. أشرف على تنظيمه اتحاد صربيا لكرة القدم، وكان عدد الأندية المشاركة فيه 2452، وفاز فيه نادي دينامو زغرب.